# Песцений Нигер
Гай Песцений Нигер (на латински: Gaius Pescennius Niger) е претендент за римски император от 193 до 194 г. Управлява в източните провинции преди да бъде победен от Септимий Север.
Неговият произход не е ясен, въпреки че Дион Касий пише за него че е италиец от класата на конниците. Други смятат че има нисш произход, но със сигурност прозвището „Нигер“ (Черен) е по-скоро родово име отколкото прякор отнасящ се до расата или цвета на кожата. Преминавайки през различни граждански и военни длъжности той достигнал висок авторитет и по времето на Комод станал управител на Сирия.
Когато след убийството на Пертинакс преторианците продали императорският трон на Дидий Юлиан, възмутените граждани в Рим изпратили писмо до Песцений Нигер, в което го приканили да поеме императорската власт на мястото на Юлиан. Той приел и веднага бил признат от легионите в Сирия, Мала Азия и Египет. Но едновременно с него се появили още двама кандидата - Септимий Север, признат от войските по Дунав и Клодий Албин в Галия, Британия, Испания и Германия.
Север първи настъпил към Рим, отстранил Юлиан и бил признат от Сената. Песцений Нигер събирал войски на изток и допуснал да бъде изпреварен в борбата за власт. Север сключил съюз с другия претендент, издействал от Сената да обяви Нигер за узурпатор и настъпил на изток. Армиите на Нигер са разбити от тези на Север при Кизик, Никея и най-накрая при Иса през 194 година. Победеният претендент побягнал към съседна Партия, но скоро бил настигнат и убит.

### Други
- Година на петимата императори

| Римски императори |                            |                                                     |
| Дидий Юлиан (193) | Песцений Нигер (193 - 195) | Септимий Север (193 - 211) Клодий Албин (193 - 197) |
| Римска империя    |                            |                                                     |